# 熱帶風暴瑪莉亞 (2000年)
熱帶風暴瑪莉亞（英語：Tropical Storm Maria，國際編號：0013，聯合颱風警報中心：21W）為2000年太平洋颱風季第十三個被命名的風暴。「瑪莉亞」一名由美國提供，是查摩洛女人的名字。

## 發展過程
8月27日UTC6時，一熱帶低氣壓在香港以南海面上生成。該熱帶低氣壓採取向南的路徑，UTC12時，增強為熱帶風暴，並命名為瑪莉亞。瑪莉亞兩天內都以熱帶風暴的強度，繼續在南海北部向南移動。在呂宋以西500公里，瑪莉亞停止向南移動，幾乎靜止不動。8月30日UTC0時，瑪莉亞順時針轉。稍後，瑪莉亞向北前進。9月1日清晨，瑪莉亞登陸中國廣東省汕尾市海豐縣鵝埠鎮附近。UTC6時，瑪莉亞減弱為熱帶低氣壓。9月3日UTC0時，完全消散。

## 影響

### 中国大陆

#### 廣東
瑪莉亞帶來的暴雨造成水浸及山泥傾瀉，最少有23人死亡，374萬人受到影響，7000多間房屋倒塌，經濟損失約為12.8億人民幣。

### 香港
當地第一次影響懸掛之最高熱帶氣旋警告信號： 一號戒備信號
當地第二次影響懸掛之最高熱帶氣旋警告信號： 三號強風信號
一號戒備信號在8月27日晚上11時45分懸掛，當時瑪莉亞剛剛形成，並位於香港東南約250公里。受瑪莉亞的外圍雨帶影響，8月28日香港大致多雲，有幾陣驟雨。由於瑪莉亞向南移動遠離香港，8月29日香港轉為天晴炎熱，瑪莉亞對香港的威脅亦暫時解除。香港天文台於該日下午2時25分除下所有熱帶氣旋警告信號，當時瑪莉亞位於香港東南偏南約400公里。天文台亦發出新聞簡佈通知市民，若瑪莉亞重新對香港構成威脅，便會考慮再次懸掛熱帶氣旋警告信號。
在8月31日早上，瑪莉亞重新穩定地趨近廣東東部。香港天文台在8月31日上午10時15分再度懸掛一號戒備信號，當時瑪莉亞位於香港東南約290公里。受其外圍雨帶影響，香港當日有狂風驟雨及雷暴。瑪莉亞所引起的暗湧，亦影響沿岸水域。由於瑪莉亞進一步移近香港並增強為一強烈熱帶風暴，香港偏北風有所增強，三號強風信號在9月1日上午1時30分懸掛。香港天文台總部在上午2時36分錄得992.4百帕斯卡的最低瞬時海平面氣壓。瑪莉亞約在上午5時最接近香港，當時它位於香港東北偏東約100公里，本地普遍吹強風，新界部分地區、離岸海域及高地曾吹烈風。但當時瑪莉亞快將登陸，而沒有改掛八號烈風或暴風信號。瑪莉亞在9月1日上午5時左右於汕尾附近登陸。當天早上，瑪莉亞的外圍雨帶繼續為本港帶來狂風大雨。隨後，瑪莉亞遠離香港並且逐漸減弱，風力也轉弱，所有熱帶氣旋警告信號在下午1時20分除下。
8月31日，一名男子在大尾督釣魚時，被湧浪捲走喪生，而另一名少年在石澳游水時亦遇溺身亡。在9月1日，薄扶林及尖沙咀，均有因強風而導致大樹倒塌，道路需要封閉的情況。一棵大樹在大埔滘九廣鐵路路軌旁塌下，列車服務一度受阻。因強風關係，青馬大橋上層行車線及汀九橋在9月1日早上禁止容易被風吹倒的車輛駛入。
由於瑪莉亞第二次襲港時最接近香港的距離只有100公里，加上部分地區亦錄得烈風的風力，部份市民質疑天文台不改掛八號信號的決定錯誤。天文台解釋香港在風暴影響期間普遍吹西北風，受地形屏蔽影響加上其快將登陸，香港風力不會顯著增強，維港亦不會吹烈風，所以不需要改掛八號信號。

### 澳門
當地發佈颱風最高信號：  一號風球
8月30日下午四時，熱帶風暴「瑪莉亞」集結在澳門東南約520公里﹝北緯18.3度、東經116.4 度﹞。8月31日，「瑪莉亞」開始逐步向偏北的方向移動，在凌晨四時，以時速約九公里的速度向西北偏北的方向推進，不斷逼近澳門。至下午四時，熱帶風暴「瑪莉亞」重返北緯20.8度、東經115.8度，在其形成地點附近，即距離澳門東南偏東280公里。在完成了一個上大下小的"8"字型路線後，「瑪莉亞」繼續以西北偏北的方向移向華南沿岸 。9月1日凌晨二時增強為強烈熱帶風暴，在早上五時左右在汕尾附近沿岸登陸。強烈熱帶風暴「瑪莉亞」登陸後以時速約16公里的速度繼續向西北移動，至早上十一時減弱為熱帶風暴。之後進一步減弱及消散。
氣壓983.9（2000/9/1 3:50）
風向和最高風速：西北偏北30（2000/8/31 17:00）／陣風：68（2000/8/31 16:36）

## 熱帶氣旋警告使用記錄

### 香港
受影響地區之氣象部門就瑪莉亞所發出之警告如下：
| 香港天文台 熱帶氣旋警告信號 | 香港天文台 熱帶氣旋警告信號 | 香港天文台 熱帶氣旋警告信號 |
| --------------------------- | --------------------------- | --------------------------- |
| 上一熱帶氣旋                | 一號戒備信號                | 下一熱帶氣旋                |
| 超強颱風碧利斯              | 一號戒備信號                | 颱風悟空                    |
| 熱帶低氣壓618               | 三號強風信號                | 颱風悟空                    |

### 澳門
| 地球物理暨氣象局 熱帶氣旋信號 | 地球物理暨氣象局 熱帶氣旋信號 | 地球物理暨氣象局 熱帶氣旋信號 |
| ----------------------------- | ----------------------------- | ----------------------------- |
| 上一熱帶氣旋                  | 一號風球                      | 下一熱帶氣旋                  |
| 熱帶低氣壓08W                 | 一號風球                      | 颱風悟空                      |